# Kouendi
Kouendi est une commune rurale située dans le département de Sidéradougou de la province de la Comoé dans la région des Cascades au Burkina Faso.

## Démographie
| 2003  | 2006  | 2012 |
| ----- | ----- | ---- |
| 2 407 | 4 762 | -    |

## Santé et éducation
Kouendi accueille un centre de santé et de promotion sociale (CSPS) tandis que le centre hospitalier régional (CHR) se trouve à Banfora.
Le village possède six écoles primaires publiques : au bourg, à Broutou, à Dagnini, à Gartouba, à Targogo et à Tassié.